# Cyclolinoidea
Cyclolinoidea, tradicionalmente denominada Cyclolinacea, es una superfamilia de foraminíferos del suborden Cyclolinina y del orden Loftusiida. Su rango cronoestratigráfico abarca desde el Jurásico hasta la Campaniense (Cretácico superior).

## Discusión
Clasificaciones previas incluían Cyclolinoidea en el suborden Textulariina y del orden Textulariida.

## Clasificación
Cyclolinoidea incluye a las siguientes familias:
- Familia Cyclolinidae

Otra familia asignada a Cyclolinoidea y clasificada actualmente en otra superfamilia es: 
- Familia Orbitopsellidae, ahora en la superfamilia Loftusioidea